# お由羅騒動
お由羅騒動（おゆらそうどう）は、江戸時代末期（幕末）に薩摩藩（鹿児島藩）で起こったお家騒動。別名に高崎崩れ、嘉永朋党事件。藩主・島津斉興の後継者として側室の子・島津久光を藩主にしようとする一派と嫡子・島津斉彬の藩主襲封を願う家臣の対立によって起こされた。

## 背景
事件の名前になったお由羅の方は、江戸の町娘（三田の八百屋、舟宿、大工など多数の説がある）から島津斉興の側室となった人物である。彼女が息子・久光の藩主襲着を謀り、正室出生の斉彬廃嫡を目論んだことが事件の原因とされる。
しかし、これはお由羅が望んだだけのことではなく、祖父・重豪の影響が強い斉彬を嫌っていた斉興や家老・調所広郷など重臣たちの方が、久光を後継者にと望んでいたとされる。彼ら久光擁立派は、重豪同様の「蘭癖大名」と見られていた斉彬が、このころようやく黒字化した薩摩藩の財政をふたたび悪化させるのではと恐れていたのである。
それに対し、斉彬の早期の家督相続を希望していた勢力もある。壮年の斉彬にいつまで経っても家督相続せず倹約ばかりを強いる斉興へ反発を感じる若手下級武士や、斉彬を高く評価する老中阿部正弘である。琉球を実効支配し、外洋にも面していた薩摩藩は、この当時多発していた外国船の漂着・襲来事件に巻き込まれることが多々あった。このため、西洋の事情に疎い斉興より、海外事情に明るい斉彬の藩主襲封が望まれたのである。

## 発端

### 調所の失脚
久光は文化14年（1817年）生まれで、文政元年（1818年）に父・斉興のごり押しで種子島家の養子となった。文政8年（1825年）に斉興の心変わりにより種子島家との養子縁組を解消し、島津一門家筆頭の重富島津家へ養子に入ることとなった。名族ではあるが家老どまりの種子島家に対し、重富家の養子ともなれば次期藩主の地位を狙える立場となる。一方で斉興は嫡子である斉彬に対して家督を譲らなかった。これは斉彬がすでに将軍家への御目見も終了し、将軍・徳川家斉の弟で御三卿の一橋家当主・一橋斉敦の娘である英姫を正室としていたこともあり廃嫡が不可能とわかり、どうしても斉彬に跡を継がせたくないため、藩主に居座り続けたものと思われる。
その結果、斉彬は島津本家世子という立場のまま40歳となったが、このころには嫡子が元服すれば早々に藩主位を譲って隠居するのが慣習であり、この事態は異常であった。当時、藩政は下級藩士出身でありながら斉興に重用され、家老にまで上りつめた調所が強引な改革を進め、破滅的だった財政を改善していたが、調所は久光を支持していた。これに対し、国元の若手藩士を中心として斉興と調所に対する不満が高まっていた。
斉彬と若手藩士は「斉興隠居・調所失脚」で結束し、嘉永元年（1848年）、ついに琉球における密貿易を老中・阿部正弘に密告するという、一歩間違えば改易に成りかねない紙一重の手段に打って出た。琉球での密貿易は慶長14年（1609年）に藩祖・島津忠恒（家久）の琉球出兵で琉球が薩摩の勢力圏に入って以来行われてきた公然の秘密で、薩摩藩の主要な収入源の一つであった。調所は密貿易に商人を関わらせ、利益を上げさせることで藩の借金を棒引きにさせていた。調所は阿部から直接事情聴取を受けた直後の嘉永元年12月19日（1849年1月13日）、薩摩藩江戸芝藩邸で急死する。これは密貿易関与により斉興が隠居に追い込まれないよう、一人で罪をかぶり服毒自殺したものとされる。
これにより調所の排斥には成功したものの、肝心の斉興は隠居しなかったため、「斉彬襲封」の実現には失敗した。一方、補佐役を失った斉興はさらに斉彬を恨み、是が非でも久光に跡を継がそうと思うようになった。

### お由羅の方の「呪詛」疑惑
お由羅の方は我が子・久光擁立を謀った調所に同情していたらしく、調所の遺児を密かに側用人として召抱えるなどして支援していた。一方そのころ、斉彬は多数の子女を儲けていたものの、その多くが幼少のうちに死亡しており、生き残っていたのは女子3人だけで、久光の子女が無事に成長していたのとはまったく対照的であった。また、斉彬の実弟・ 池田斉敏も早世している。斉彬派の家臣はこれを「お由羅の方が斉彬とその子女を呪ったものである」と考え、お由羅の方および久光を擁立する家臣を、これを理由として排除しようと謀った
事実として、呪詛が行われていたともいう。ただし、当時は高貴な家でも生まれた子女が育たないことは珍しくなく、当のお由羅の子も3人中、久光以外の2人は夭折している。斉彬家と久光家に何らかの環境や育児法の違いがあったことも考えられるが、それは当時の医学知識では知る由もないことであった。

## 事件経過
ここに及んで斉彬派は江戸家老・島津壱岐や二階堂主計といった改革派に加え、藩内若手の期待を得たのに対し、久光派は島津久宝・久徳・伊集院平・吉利仲といった斉興側近の家老で固め、調所が築いた安定を堅守しようと鋭く対立した。嘉永2年（1849年）に斉彬の四男・篤之助が2歳で夭逝すると、斉彬・久光両派の対立はまさに一触即発の状態となり、特に血気盛んな若手の多い斉彬派による久光派重臣襲撃の噂が絶えなかった。その機先を制するかのように同年12月3日（1850年1月15日）、斉彬派の重鎮で町奉行兼物頭・近藤隆左衛門、同役・山田清安、船奉行・高崎五郎右衛門が久光、お由羅およびその取り巻きの重臣らの暗殺を謀議したとの咎で捕縛され、間もなく切腹を言い渡された（即切腹となったため謀議の真偽については不明）。同罪状でその他3名が切腹を命ぜられ、引き続き斉彬派約50名に蟄居・遠島などの処分が下された。その際に、これを恥じて自殺した者も多い。また、騒動の前に病没していた二階堂は士籍を剥奪されるなど、斉彬派へ徹底した弾圧が行われた。この禍は薩摩本国の国元のみならず江戸屋敷まで及び、嘉永3年4月26日（1850年6月6日）、島津壱岐は更迭され隠居謹慎を命ぜられた（下命の2日後の28日（8日）に切腹）。ここに至って残るは斉彬本人のみとなり、襲封は絶望的であるかに見えた。
この時西郷吉之助（隆永、のちの隆盛）は、父・吉兵衛から吉兵衛が御用人をしており介錯を務めた赤山靭負の切腹の様子を聞き、血衣を見せられ、斉彬の襲封を強く願うようになる。また、大久保利通にとってはさらに影響が大きく、琉球館掛を勤めていた父・利世は罷免のうえ、鬼界島に遠島になり、自らも記録所書役助を免職、謹慎となるなど非常に困窮した。これを西郷が援けたという。

## 騒動後
斉興の処分を逃れて脱藩に成功した一部の斉彬派藩士は、福岡藩に逃げ込んだ。藩主・黒田長溥は斉彬の年下の大叔父であり、実家の騒動を見過ごせず、斉興が脱藩士を引き渡すよう強要するもこれを拒絶、実弟の八戸藩主・南部信順と図って老中・阿部に事態の収拾を訴えた。以前より斉彬を買っていた正弘は、将軍・徳川家慶に斉興へ隠居を命ずるよう要請する。家慶は斉興に茶器を下し、暗に隠居を促したのである（「隠居して茶などたしなむがよい」という意向によるものとみなされ、茶器や十徳を下すのは隠退勧告とされた）。将軍命令とあっては斉興も拒絶できず、嘉永4年2月2日（1851年3月4日）、ついに斉興は42年勤めた藩主を心ならずも隠居し、家督を斉彬に譲った。
ちなみに、騒動の首謀者とされるお由羅の方にはその後特に大きな処分はなく、慶応2年（1866年）に鹿児島で死去した。
なお、小説家の海音寺潮五郎によると、この問題は斉彬の襲封後も尾を引き、斉彬の急死は「『斉彬の蘭癖が藩を潰す』という懸念が現実になる」と見た斉興による毒殺であり、久光が毒殺に関与していると西郷が考えたのが久光と西郷の確執の原因であるという。